# St Mellion
 (septembre 2023).
St Mellion est une paroisse civile et un village des Cornouailles, en Angleterre.